# Mourning (singolo)
Mourning è un singolo del cantante statunitense Post Malone, pubblicato il 19 maggio 2023 come secondo estratto del quinto album in studio Austin.

## Descrizione
Nel brano Post Malone canta di aver bevuto durante le feste fino a tarda notte e di soffrire la mattina dopo. La canzone è incentrata su una successione di due accordi ed esprime il suo desiderio di rimanere ubriaco e di non voler diventare sobrio, mentre chiama in causa i falsi amici che lo vogliono solo per i suoi soldi e per il suo stile di vita costoso. Malone sente anche di non saper parlare con nessuno di quello che sta passando.

## Video musicale
Il video del brano, diretto da Ramez Silyan, è stato reso disponibile sul canale YouTube dell'artista il 24 luglio 2023.

## Tracce
Testi e musiche di Post Malone, Louis Bell e Andrew Watt.
1. Mourning – 2:28

## Classifiche
| Classifica (2023) | Posizione massima |
| ----------------- | ----------------- |
| Australia         | 50                |
| Canada            | 40                |
| Irlanda           | 31                |
| Libano            | 19                |
| Norvegia          | 27                |
| Nuova Zelanda     | 31                |
| Paesi Bassi       | 78                |
| Portogallo        | 170               |
| Regno Unito       | 35                |
| Stati Uniti       | 36                |
| Svezia            | 55                |
| Svizzera          | 71                |